# Il pelo sul cuore
Il pelo sul cuore è un singolo del cantautore italiano Renato Zero, pubblicato nel 2000 come terzo estratto dall'album Tutti gli Zeri del Mondo.

## Il brano
Il pelo sul cuore è stata composta da Maurizio Fabrizio, Claudio Guidetti e Renato Zero.
La canzone, estratta come terzo singolo, tratta dell'abbandono e della violenza sui cani. Venne presentata, per la prima volta, in apertura della terza puntata di Tutti gli Zeri del Mondo (trasmissione televisiva condotta dal cantautore romano) andata in onda il 4 aprile 2000 su Rai 1. L'esibizione fu preceduta da un siparietto iniziale nel quale Zero dialoga con alcuni pelosi in un canile.
Il brano, entrato in rotazione radiofonica nel settembre 2000, venne eseguito, successivamente, anche a Ricomincio da 20 (serata evento per festeggiare i vent'anni di Canale 5) e durante la prima puntata della sesta edizione di Carràmba! Che fortuna condotta da Raffaella Carrà (occasione nella quale Renato festeggiò i suoi 50 anni), andate in onda rispettivamente il 29 settembre 2000 e il 30 settembre 2000 su Canale 5 e su Rai 1. Il brano, come il precedente singolo Via dei Martiri, fu pubblicato su CD Single Promo (Radio Edit) destinato solamente alle radio.

## Tracce
1. Il pelo sul cuore (Radio Edit) – 4:48